# پیسکوپووو
پیسکوپووو (به صربی: Piskupovo) یک منطقهٔ مسکونی در صربستان است که در لسکواس واقع شده‌است. پیسکوپووو ۲۱۶ نفر جمعیت دارد.